# Sicher essen in Berlin
Sicher essen in Berlin ist ein Projekt der Berliner Senatsverwaltung für Justiz und Verbraucherschutz, bei dem die Ergebnisse der Hygienekontrollen der Berliner Gaststätten und Kneipen in einer Datenbank im Internet veröffentlicht werden. Verbraucher sollen so einen Eindruck über die hygienischen Zustände vor Ort erhalten. Vorbild für das Projekt war eine entsprechende Regelung in Dänemark.

## Hintergrund
Die amtliche Lebensmittelüberwachung des Landes Berlin ist verpflichtet, Betriebskontrollen in Schankwirtschaften und Gaststätten durchzuführen. Grundlage für die Überwachung ist die „Allgemeine Verwaltungsvorschrift über Grundsätze zur Durchführung der amtlichen Überwachung der Einhaltung lebensmittelrechtlicher, weinrechtlicher und tabakrechtlicher Vorschriften (AVV Rahmen-Überwachung-AVV RÜb) vom 3. Juni 2008“. In Verbindung  mit dem Verbraucherinformationsgesetz (VIG) sah der Senat eine hinreichende Rechtsgrundlage, die im Zuge der Kontrollen erhobenen Daten zu veröffentlichen.
Geprüft wird,
1. „ob die lebensmittelrechtlichen Bestimmungen eingehalten werden,
2. ob sich die Lieferwege der Lebensmittel zurückverfolgen lassen,
3. ob die Mitarbeiter geschult sind,
4. ob die Hygienevorschriften eingehalten werden,
5. ob und wie die betriebliche Eigenkontrolle funktioniert,
6. ob Lebensmittel richtig gelagert und entsprechend gekühlt werden,
7. wie ist der bauliche Zustand ist,
8. ob vorschriftsgemäß gereinigt und desinfiziert wird,
9. und nicht zuletzt, ob mögliche Schädlinge richtig bekämpft werden.“[2]

Das Verwaltungsgericht Berlin stellte am 19. März 2014 fest, dass die Aufnahme von Lebensmittelbetrieben in eine öffentlich zugängliche Liste einer Rechtsgrundlage bedarf. Zwar könne das Land über festgestellte Verstöße gegen lebensmittelrechtliche Vorgaben informieren, nicht aber über bloße behördliche Bewertungen. Ohne Bezug auf konkrete Erzeugnisse dürfte eine solche Verlautbarung auch aus dem in § 1 Abs. 1 VIG neu definierten Anwendungsbereich fallen. Das Verwaltungsgericht untersagte die Veröffentlichung von Minuspunkten, Noten, Farben und Smiley-Symbolen. Die Beschwerde des Landes gegen diesen Beschluss ist erfolglos geblieben.

## Entwicklung in Berlin
Das Projekt startete im Frühjahr 2009 im Berliner Bezirk Pankow zunächst mit einem „Smiley-System“, welches eine Positiv- und eine Negativliste vorsah. Diese wurde ab Mai 2009 auch mit Fotografien der festgestellten Mängel versehen. Nach zum Teil heftiger Kritik wurde ab 1. Juli 2011 versucht, ein einheitliches System in Berlin einzuführen, welches nur Minuspunkte vorsah. Dies gelang nur teilweise, da sich beispielsweise der Bezirk Friedrichshain-Kreuzberg nicht beteiligen wollte. Begründet wurde dies mit fehlenden Kontrolleuren. Diese Entscheidung wiederum wurde in der Presse kritisiert, da „ausgerechnet der Kneipenbezirk Friedrichshain-Kreuzberg [sich] weigert […], seine Daten zu veröffentlichen“. Dennoch folgten weitere Bezirke dem Beispiel, so dass rund zwei Jahre nach Einführung des Systems neun der zwölf Bezirke in der Datenbank zu finden sind. Eine uneinheitliche Handhabung des Systems wurde jedoch dadurch verstärkt, dass der Bezirk Pankow ab November 2011 zusätzlich wieder Smileys einsetzte. Der zuständige Bezirksstadtrat begründete die Änderung mit einer fehlenden Rechtssicherheit des „Hygiene-Barometers“. Zudem sei die Auflistung der Malus-Punkte im Gegensatz zur detaillierten Aufstellung der Smiley-Vergabe nicht transparent genug. Der Deutsche Hotel- und Gaststättenverband (DEHOGA) kritisierte das Verfahren als „Internetpranger“, prüfte im Herbst 2011 rechtliche Schritte gegen die Veröffentlichung und machte auf Fehler in der Datenbank aufmerksam.

## Bewertungssystem
Die Bewertung erfolgt durch Noten und Maluspunkte. Werden alle Anforderungen der Vorschriften erfüllt, so wird die Note „sehr gut“ vergeben. Erfolgt ein Punktabzug, so verringert sich die Bewertung:
- 0 Minuspunkte = sehr gut
- 1–19 Minuspunkte = gut
- 20–40 Minuspunkte = zufriedenstellend
- 41–54 Minuspunkte = ausreichend
- 55–80 Minuspunkte = nicht ausreichend.

## Ausblick
Geplant ist, neben den Kontrollen von Gaststätten und Schankwirtschaften die Ergebnisse weiterer Lebensmittelbetriebe zu veröffentlichen. Daneben gibt es Bestrebungen, auf Bundesebene eine einheitliche Verfahrensweise zu finden.